# Диплодок
Диплодо́к, или двудум (лат. Diplodocus), — род ящеротазовых динозавров из группы завропод. Первый окаменелый скелет был найден в 1877 году в Скалистых горах (Колорадо) палеонтологом Сэмюэлем Уилистоном. Позже были обнаружены и другие остатки, все они датируются возрастом 157,3—145,0 млн лет назад.
Род обитал во времена верхнеюрской эпохи в западной части Северной Америки. Остатки диплодока являются одними из наиболее распространённых окаменелостей динозавров в отложениях формации Моррисон.
Диплодок считается одним из наиболее легко идентифицируемых видов динозавров. Является крупнейшим из динозавров, известных по полным скелетам. Большие размеры диплодока, вероятно, были сдерживающим фактором для хищников того времени — аллозавра и цератозавра, ископаемые остатки которых найдены в тех же слоях, что и остатки диплодока.

## Этимология

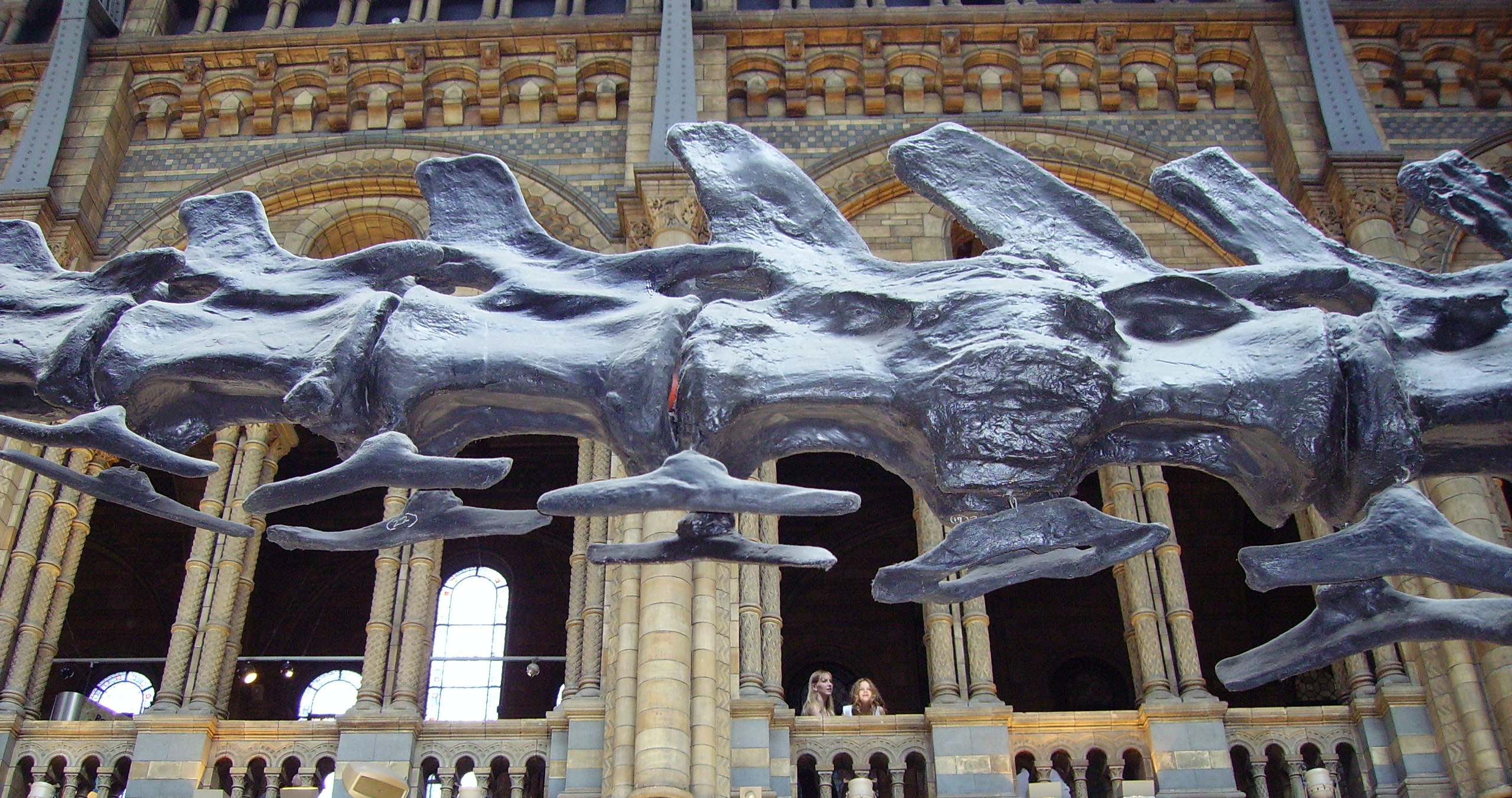
На фото отчётливо видны двойные отростки снизу позвонков, из-за которых диплодок и получил своё название

Название этому роду динозавров дал американский палеонтолог Отниел Марш в 1878 году. Слово «диплодок» происходит от двух слов: др.-греч. διπλόος (diplos) — «двойной» и δοκός (dokos) — «луч», «балка». Название дано из-за особенностей строения костей хвоста, имеющих в нижней части двойные остистые отростки.
Ранее подобное строение позвонков считалось свойственным лишь диплодокам, однако позднее аналогичные позвонки были найдены у других зауропод, например у маменчизавра.

## Описание
Это был один из настоящих гигантов позднего юрского периода. По подсчётам исследователя Дэвида Джиллета, проведённым в 1991 году, размеры диплодока могли достигать 54 метров в длину, а вес составлять 113 тонн. Подобные оценки размеров оказались неверными из-за неправильно указанного количества позвонков. Реальные размеры гиганта по современным оценкам оказались значительно меньше. Диплодок в среднем достигал длины 27 метров, по мнению учёных размеры самых крупных особей могли достигать 35 метров. Из них большая часть приходилась на шею и хвост. Масса диплодока по одним оценкам составляла 10—20 тонн, а по другим — 20—80 тонн. Не исключено, что существовали динозавры крупнее, чем диплодок, например суперзавр. Однако их скелеты не были найдены целиком, а лишь фрагментарно.

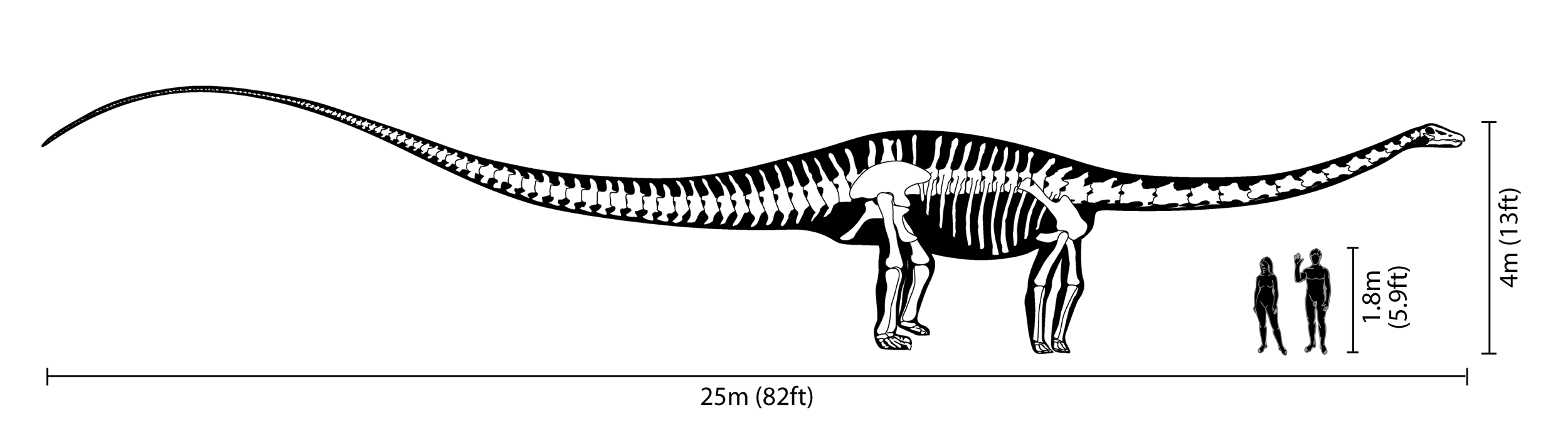
Сравнение размеров человека и диплодока

Кости шеи и хвоста у диплодока были полыми. Шея состояла из 15 позвонков, которые имели внутренние камеры, и возможно, заполненные сообщающимися воздушными мешками. Эти многочисленные воздушные мешки, связанные с дыхательной системой, присутствовали в шее и туловище, врезаясь в позвонки путём костной резорбции, при этом значительно снижая общую плотность тела. Необычайно длинный хвост диплодока состоял из 80 позвонков — это почти вдвое больше, чем у некоторых других зауроподов. Огромный хвост выполнял важные функции: возможно, служил прекрасным орудием защиты, а также играл роль противовеса для длинной шеи. Средняя часть позвонков хвоста имеет необычную форму с двойными отростками, которые и дали диплодоку его название. Отростки могли обеспечивать поддержание хвоста, а также защиту кровеносных сосудов от сдавливания.
Голова была мала в сравнении с размерами животного. Череп имел непарное носовое отверстие, расположенное не на кончике морды, а в верхней части головы впереди глаз. Зубы в форме узких лопаточек имелись только в передней части рта. Они были приспособлены для срывания растительности, но не для пережёвывания.
Конечности диплодока были пятипалыми, с короткими массивными когтями на внутренних пальцах. Передние лапы значительно короче задних. Был одним из самых крупных динозавров.

## История изучения
Благодаря многочисленным ископаемым остаткам диплодок является одним из наиболее изученных видов динозавров.
За период с 1878 по 1924 год было описано несколько видов, относящихся к роду диплодоков. Первый скелет обнаружили Бенджамин Мандж и Сэмюэль Уиллистон в 1878 году на западе США, в штате Колорадо. По этому экземпляру известный палеонтолог того времени Отниел Марш описал новый вид, назвав его Diplodocus longus. Впоследствии фоссилии диплодоков были найдены и на территории других западных штатов: Вайоминга, Юты и Монтаны.

## Классификация
Известно несколько видов диплодоков, все виды — растительноядные формы.
- Diplodocus longus — первый найденный вид.
- Diplodocus carnegii — назван в честь Эндрю Карнеги. Наиболее известен за счёт практически полного скелета. На основе скелета отлиты копии во многих музеях мира. Описан и назван Джоном Хетчером в 1901 году.
- Diplodocus hayi — частичный скелет обнаружен в штате Вайоминг в 1902 году. Описан в 1924 году.
- Diplodocus hallorum — впервые описан Дэвидом Джилеттом в 1991 году как сейсмозавр.

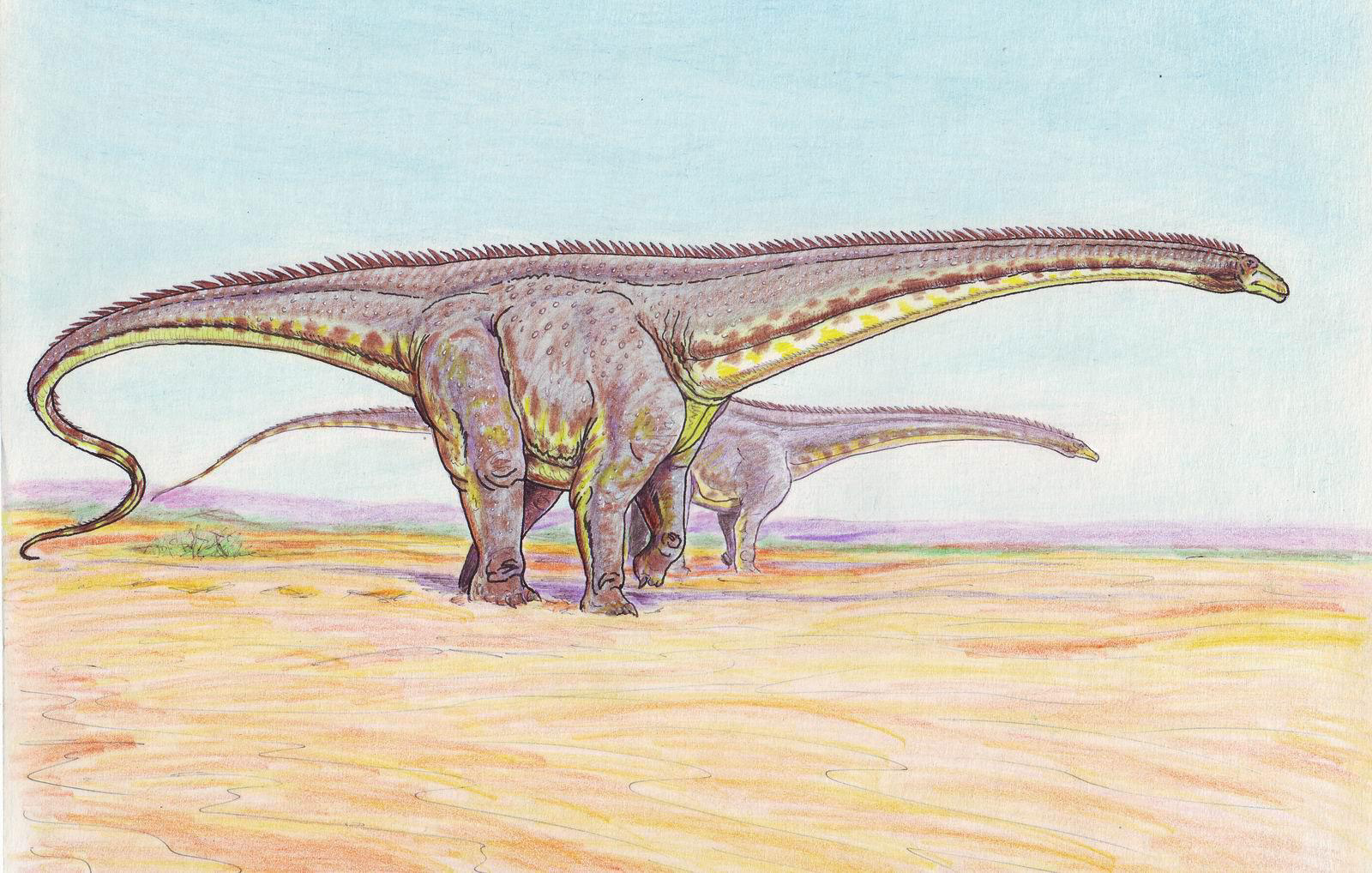
Diplodocus longus
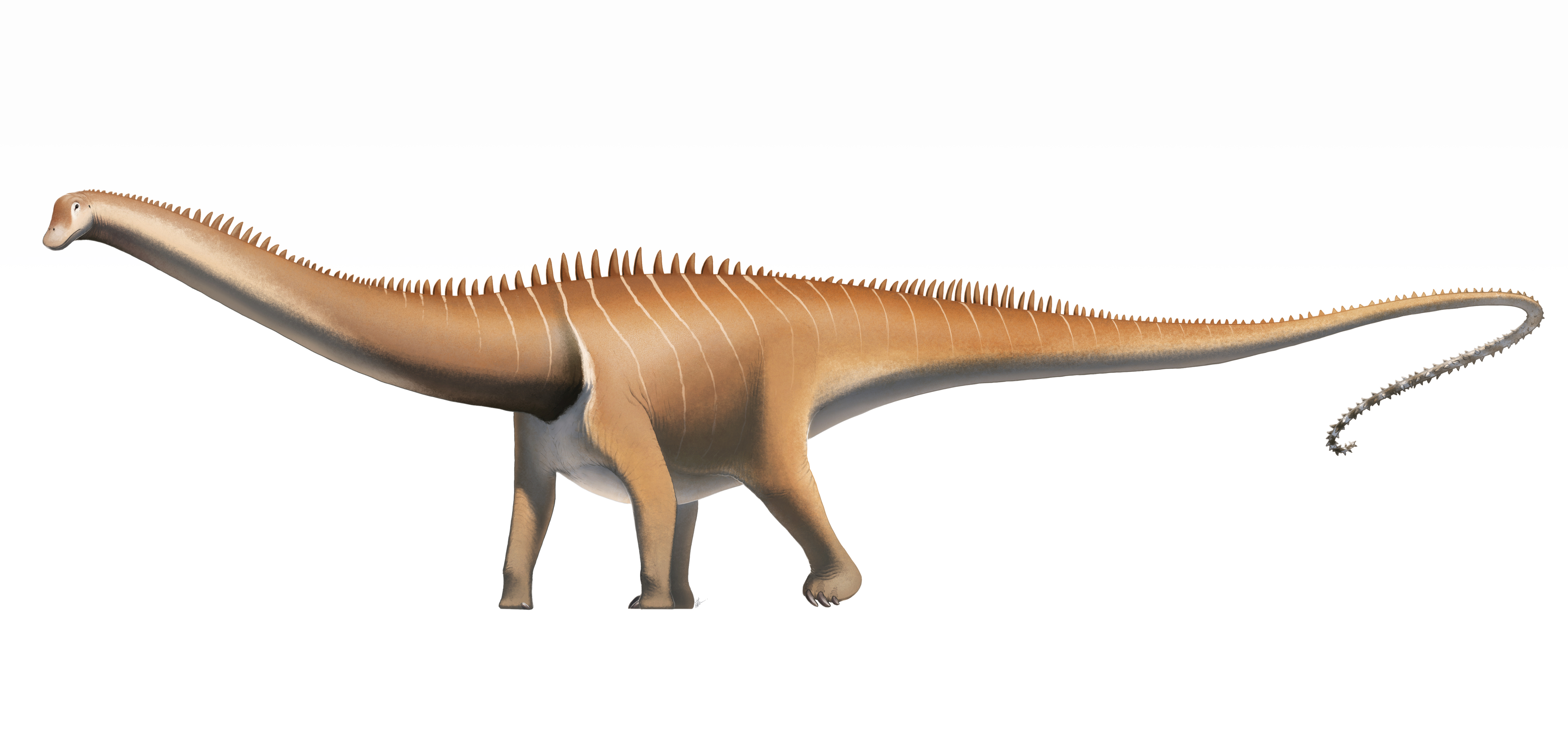
Diplodocus carnegii
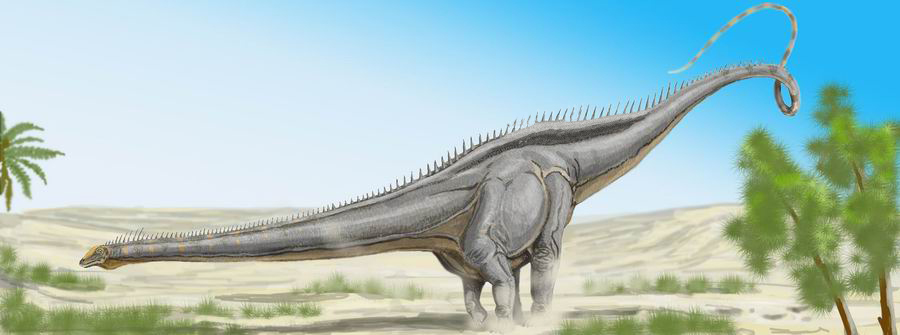
Diplodocus hallorum — также известен как сейсмозавр

## Палеонтология

### Среда обитания

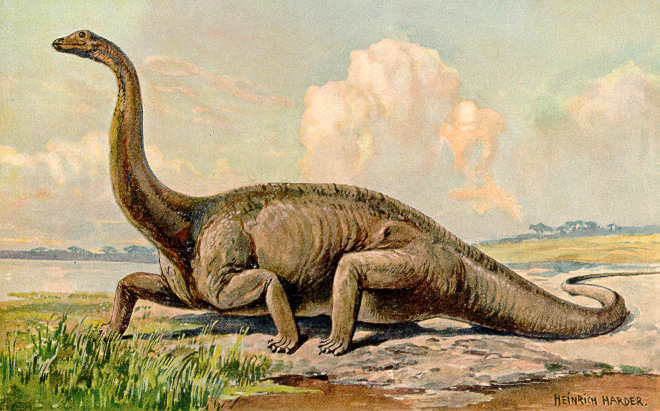
Представления об осанке и способе передвижения диплодока не раз менялись в течение XX столетия

Ранее из-за положения носовых отверстий на вершине черепа предполагалось, что диплодок обитал в водной среде. Похожие представления были и о других зауроподах, в частности о брахиозавре. В ходе исследования Кенета Кермака в 1951 году удалось установить, что зауроподы не могли дышать, находясь под водой, из-за сильного давления на грудную клетку. С 1970 года существует консенсус, согласно которому все зауроподы являлись наземными животными. Вероятно, диплодоки вели стадный образ жизни, доказательством чему служат групповые отпечатки следов. Питались листьями невысоких деревьев.

### Осанка
Представление об осанке диплодока значительно изменилось с начала XX века. В классической реконструкции доктора Оливера Хэя диплодоки изображены с распростёртыми, как у ящерицы, конечностями. Уильям Холланд считал, что для передвижения диплодоку требовалась траншея для живота. Позже диплодоков изображали с высоко поднятой шеей. Но исследования с использованием компьютерных моделей показали, что в свободном положении животное удерживало шею не вертикально, а горизонтально.
Цифровая реконструкция стала ещё одним фактором, ставящим под сомнение типичность вертикального положения шеи. Согласно данному исследованию, расщеплённые позвонки, поддерживаемые двумя эластичными связками, больше подходят для движения вниз, влево и вправо, нежели вверх. Было учтено и строение зубов диплодока, больше приспособленных для «прочёсывания» низкого папоротника, чем для срывания листьев с верхушек. В свете этих фактов большая длина шеи позволяла животному охватывать большую площадь при поедании растительности.
Длинная шея диплодока также вызывает ряд споров. Исследования Колумбийского университета в 1992 году показали, что для такой шеи потребовалось бы сердце массой 1,6 тонны или десятая часть веса животного. Было выдвинуто предположение, что могли иметься дополнительные сердца. Также когда-то популярным было мнение, что хвост диплодока волочился по земле.

### Питание
Диплодок имеет весьма необычные зубы в сравнении с другими зауроподами. Коронки вытянутые, эллиптические в поперечном сечении, вершины представляют треугольные точки. Износ зубов диплодока отличается от износа зубов других зауроподов, что свидетельствует об отличительном способе питания. Диплодоки могли потреблять больше разновидностей растений, что увеличивало их шансы на выживание. Имея длинную гибкую шею, диплодок мог питаться растительностью с разных ярусов (низкий, средний, высокий). Также на мысль об этом наводит тот факт, что передние конечности были короче задних.
В музее естественной истории Карнеги находится маленький череп юного диплодока, обнаруженный в 1921 году. Исследовав его, учёные-палеонтологи в 2010 году пришли к выводу, что форма головы диплодока сильно менялась по мере роста. Это может свидетельствовать о том, что питание молодых и взрослых особей различалось.

### Размножение и рост

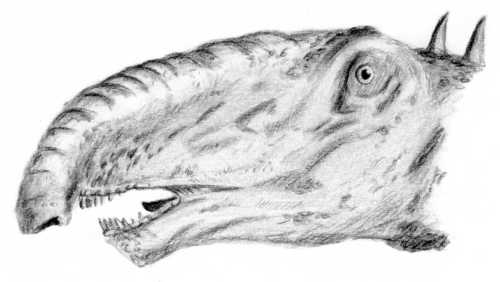
Строение черепа некоторых завроподов объясняет наличие хобота

Вероятно, диплодоки откладывали яйца в небольших углублениях на большой площади, покрытой растительностью. Хотя явных доказательств нет, об этом можно судить из более изученного образа жизни сальтазавра. Документальный фильм телеканала BBC «Прогулки с динозаврами» изображал самку, использующую яйцеклад, для откладывания яиц. Однако это является вымыслом со стороны создателей фильма.
На основании ряда исследований костной гистологии были сделаны выводы, что диплодоки, как и другие зауроподы, росли очень быстрыми темпами. Половой зрелости достигали в возрасте чуть более десяти лет.

## Копии скелетов в музеях

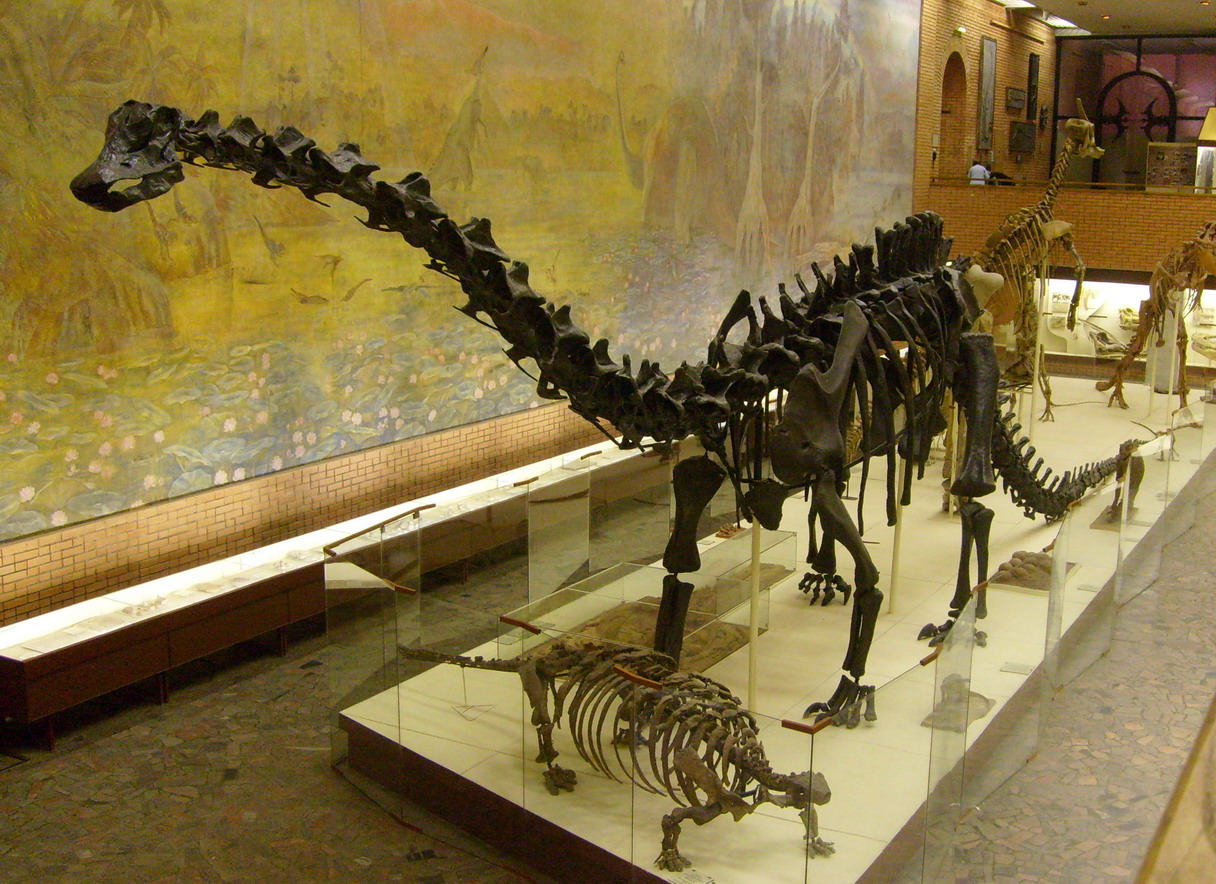
Палеонтологический музей имени Ю. А. Орлова
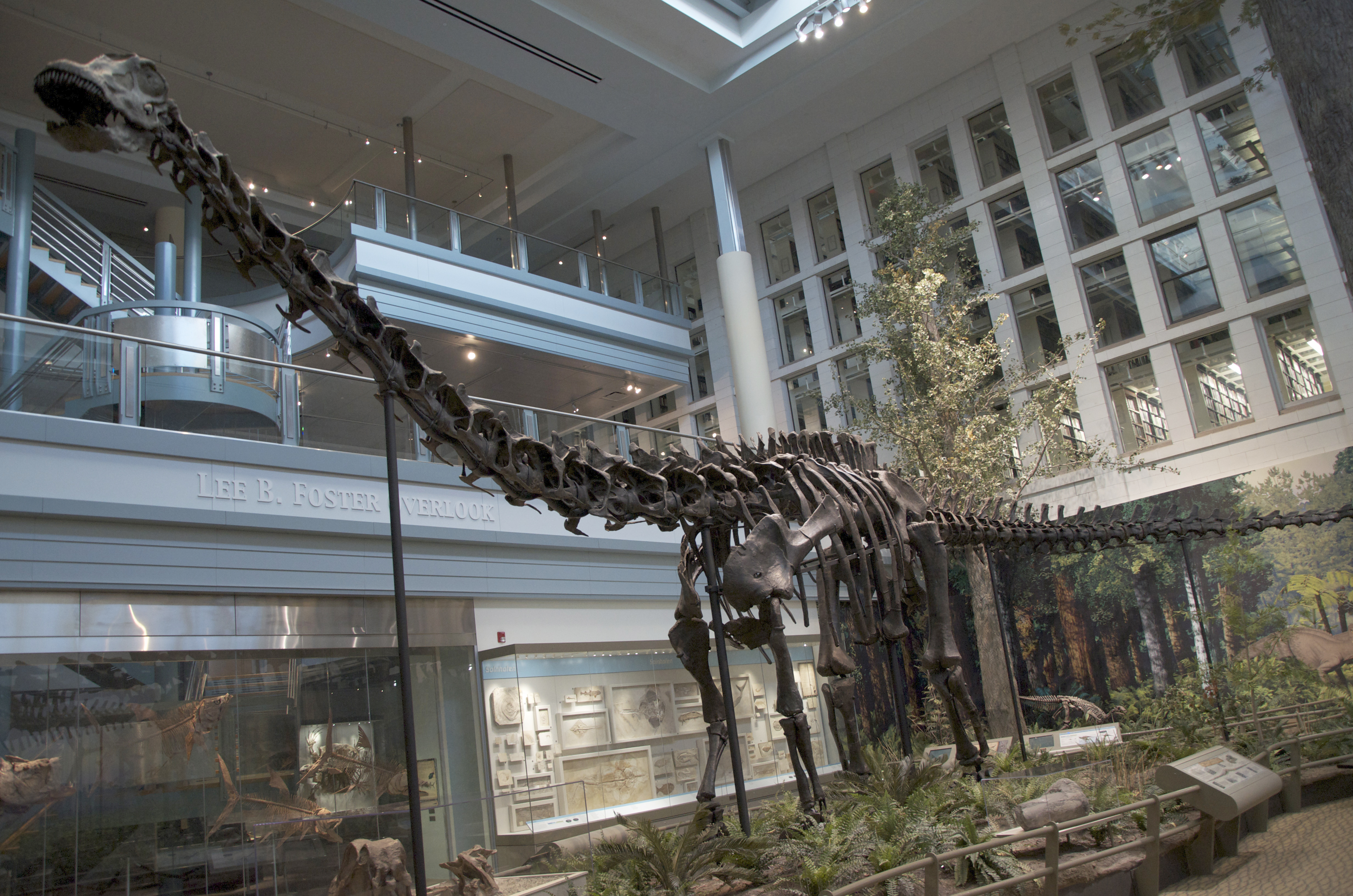
Музей естественной истории Карнеги
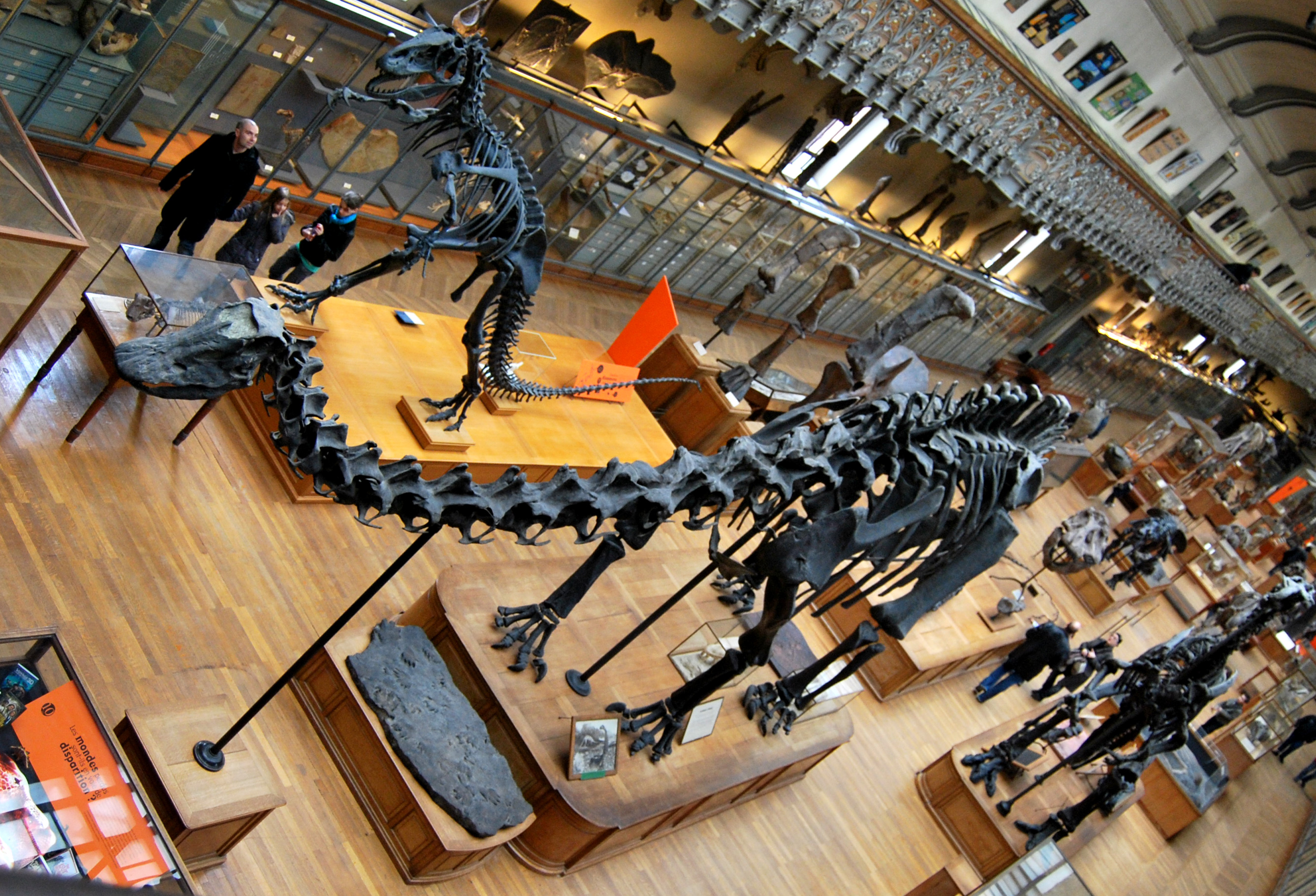
В музее Парижа
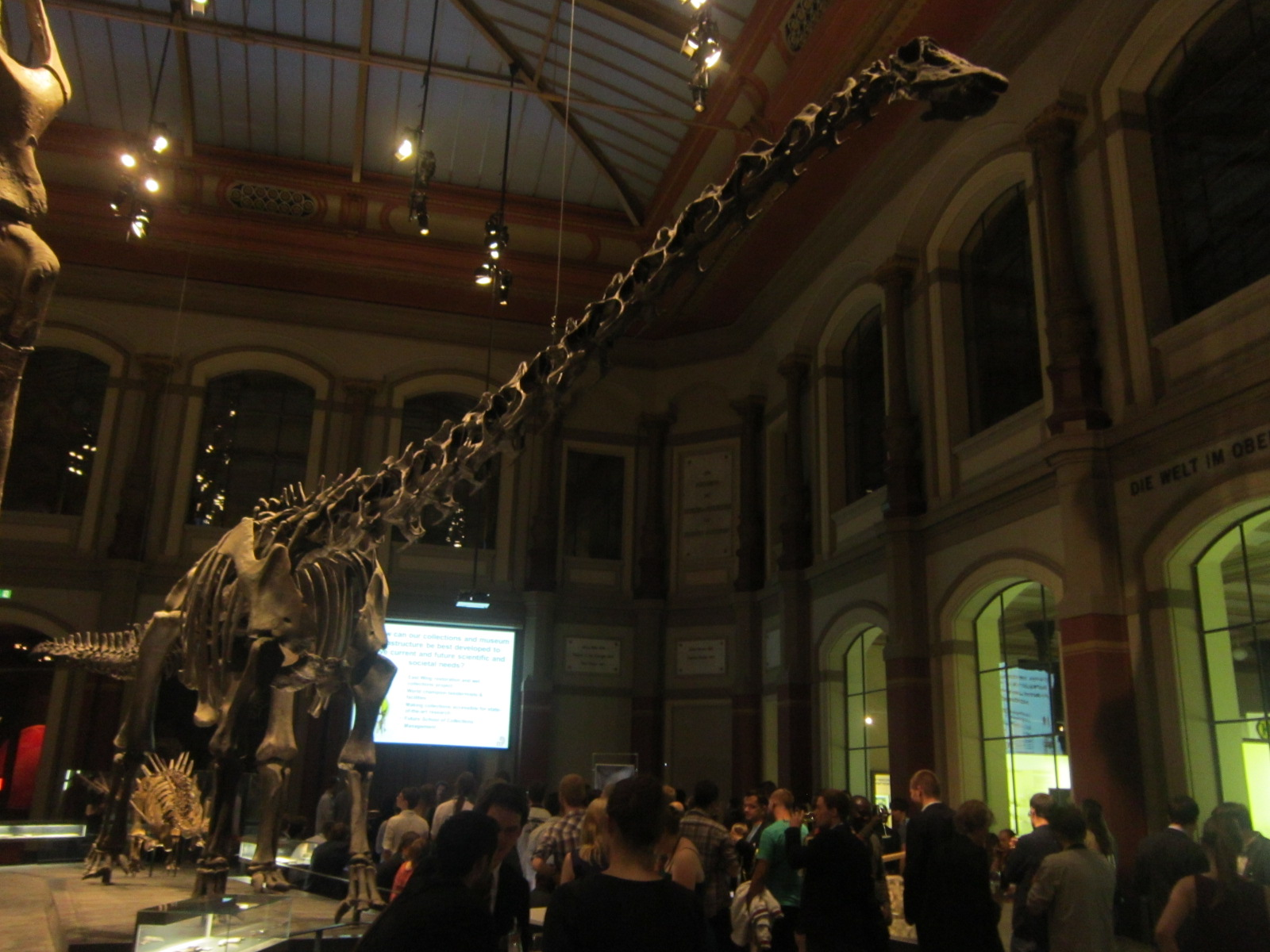
В Музее естествознания Берлина
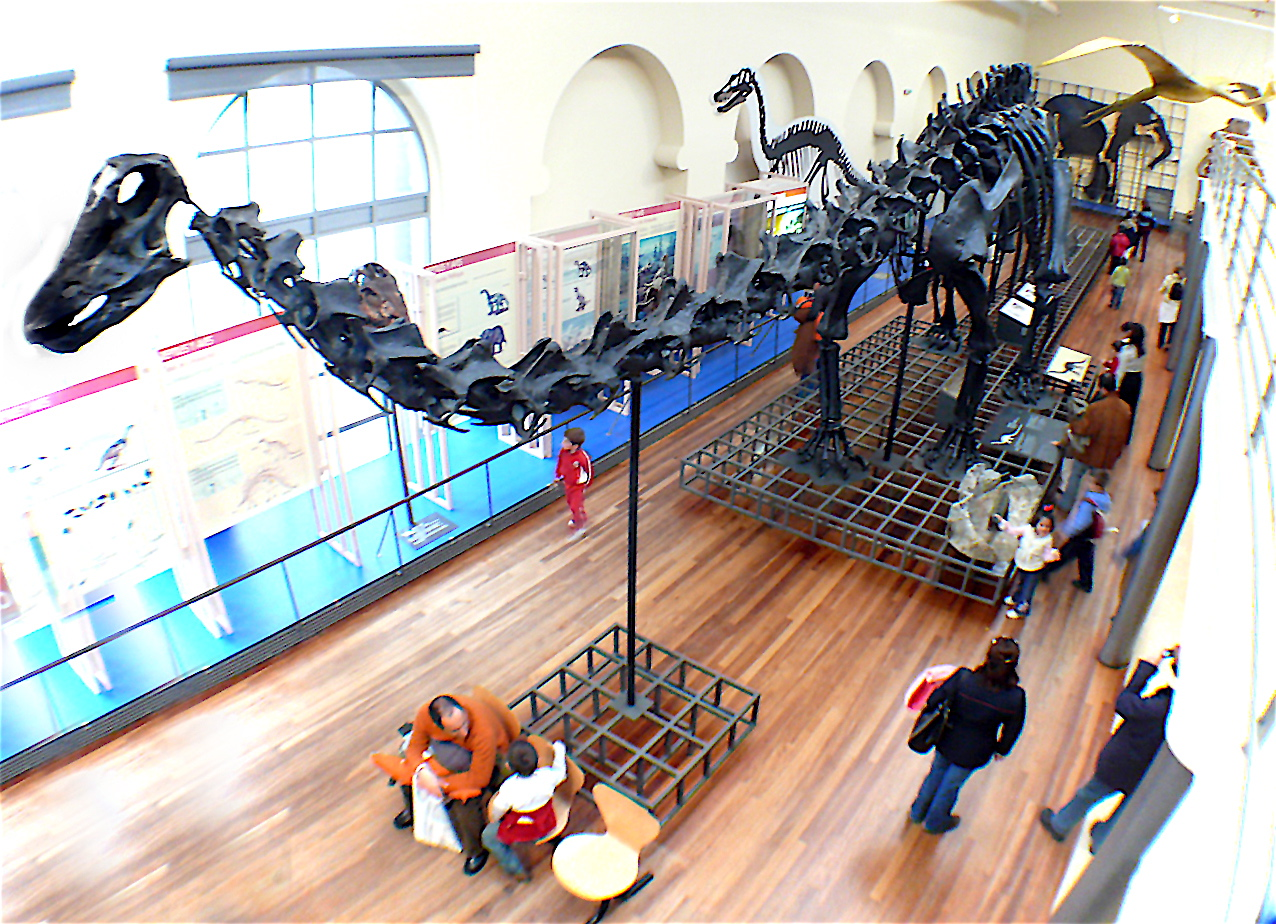
В главном зале естественной истории Museo Nacional de Ciencias Naturales Мадрида
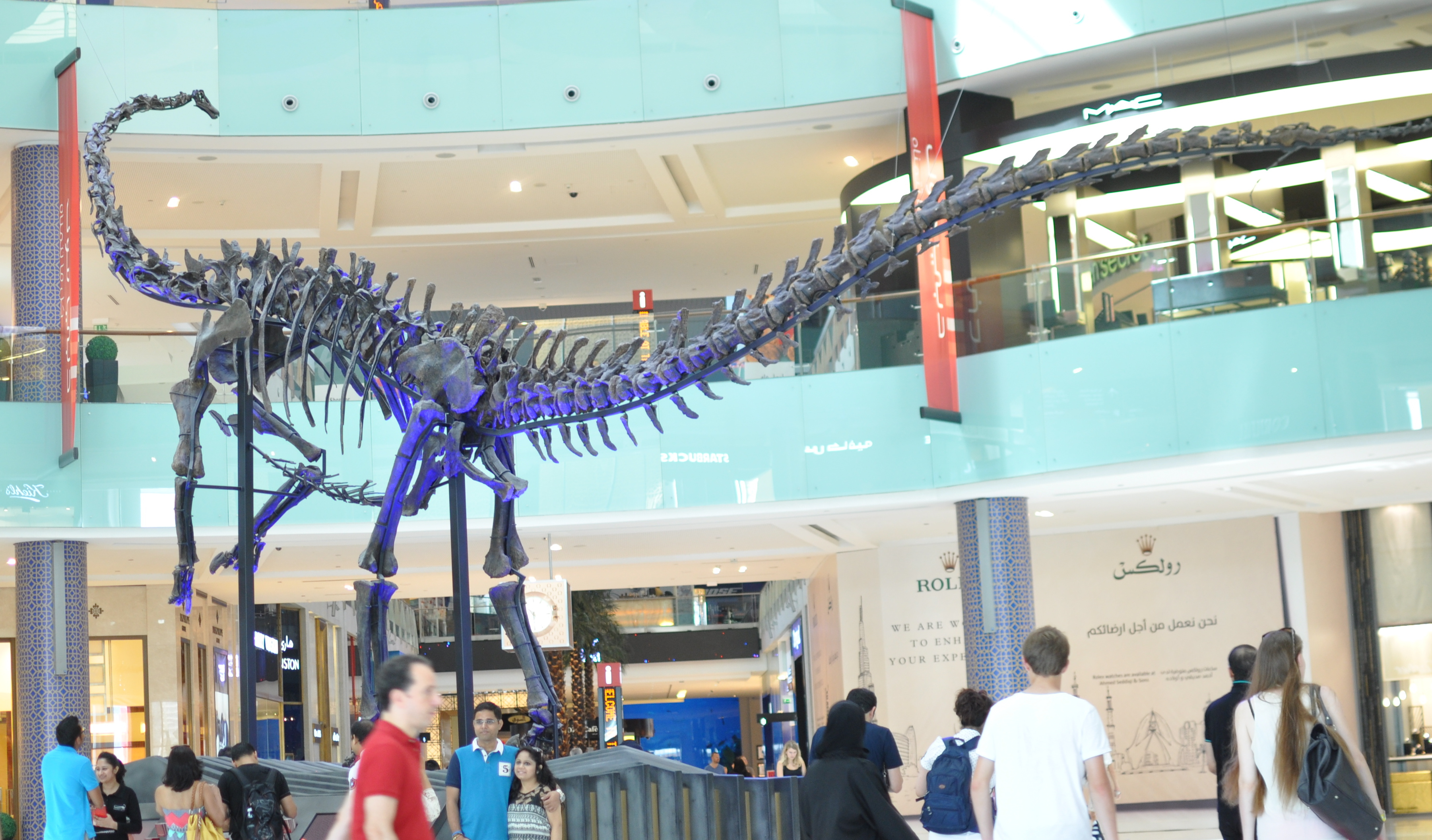
В комплексе Дубай-Молл